# Liste der Monuments historiques in Virieu-le-Grand
Die Liste der Monuments historiques in Virieu-le-Grand führt die Monuments historiques in der französischen Gemeinde Virieu-le-Grand auf.

## Liste der Bauwerke
| Bezeichnung               | Beschreibung              | Standort             | Kennzeichnung | Schutzstatus | Datum | Bild           |
| ------------------------- | ------------------------- | -------------------- | ------------- | ------------ | ----- | -------------- |
| Schloss von Honoré d’Urfé | Erbaut im 15. Jahrhundert | (Lage)               | PA00116597    | Inscrit      | 1935  | weitere Bilder |
| Haus Todeschini           | Erbaut im 15. Jahrhundert | Rue du Montet (Lage) | PA00116598    | Inscrit      | 1927  | weitere Bilder |
| Haus Mugnier              | Erbaut im 15. Jahrhundert | Rue du Montet (Lage) | PA00116599    | Inscrit      | 1927  | weitere Bilder |